# Hispaniolaspecht
De Hispaniolaspecht (Melanerpes striatus) is een vogel uit de familie Picidae.

## Verspreiding en leefgebied
Deze soort is endemisch op Hispaniola,  een eiland in de Caribische Zee.

## Status
De grootte van de populatie is niet gekwantificeerd maar de soort wordt omschreven als algemeen. Op de Rode lijst van de IUCN heeft deze soort de status niet bedreigd.